# Nedre-Skackeltjärnen
Nedre-Skackeltjärnen är en sjö i Skellefteå kommun i Västerbotten och ingår i Skellefteälvens huvudavrinningsområde.